# Nemeritis stenura
Nemeritis stenura är en stekelart som beskrevs av Thomson 1887. Nemeritis stenura ingår i släktet Nemeritis och familjen brokparasitsteklar. Arten är reproducerande i Sverige. Inga underarter finns listade i Catalogue of Life.